# Sunabeda
Sunabeda è una città dell'India di 58.647 abitanti, situata nel distretto di Koraput, nello stato federato dell'Orissa. In base al numero di abitanti la città rientra nella classe II (da 50.000 a 99.999 persone).

## Geografia fisica
La città è situata a 18° 45' 17 N e 82° 48' 42 E.

## Società

### Evoluzione demografica
Al censimento del 2001 la popolazione di Sunabeda assommava a 58.647 persone, delle quali 30.237 maschi e 28.410 femmine. I bambini di età inferiore o uguale ai sei anni assommavano a 6.894, dei quali 3.487 maschi e 3.407 femmine. Infine, coloro che erano in grado di saper almeno leggere e scrivere erano 36.326, dei quali 20.956 maschi e 15.370 femmine.